# Rømmegrøt
Rømmegrøt (norsk og dansk), rømmegraut (nynorsk) eller römmegröt (svensk) er en norsk grød af rømme (i lighed med creme fraiche syrnet fløde), mælk og hvedemel. Tidligere blev rømmegrøt lavet til barsel, jul og jonsok. Opskriften varierer  i Norge: På Vestlandet med semuljegryn, i Orkdal med mindre rømme og flere gryn, på Aulestad tilsættes creme fraiche, risengryn og surmælk (som kefir). Grøden spises med sukker, kanel og (rømme)fedt eller smør. Dertil rød saft.